# (21540) Itthipanyanan
(21540) Itthipanyanan (1998 QE11) – planetoida z pasa głównego asteroid okrążająca Słońce w ciągu 5 lat i 233 dni w średniej odległości 3,17 j.a. Została odkryta 17 sierpnia 1998 roku.